# 天野潔
天野 潔（あまの きよし、1901年（明治34年）6月23日 - 没年不明）は、日本の実業家。

## 経歴
島根県能義郡広瀬町（現在の安来市）出身。神山昌毅の弟、天野蓮夫の養子。大正15年（1926年）東京帝国大学英法科卒業。安田保全社、昭栄製糸専務、日本蚕糸製造常務取締役等を歴任したが、戦後は健康上の理由から退職し静養した。その後は不明。

## 親族
妻光枝は大日本麦酒（現在のサッポロビール）の元常務橋本卯太郎の次女。橋本卯太郎の孫に橋本龍太郎（第82代・第83代内閣総理大臣）、橋本大二郎（元高知県知事）などがいる。